# Ядерний рецептор

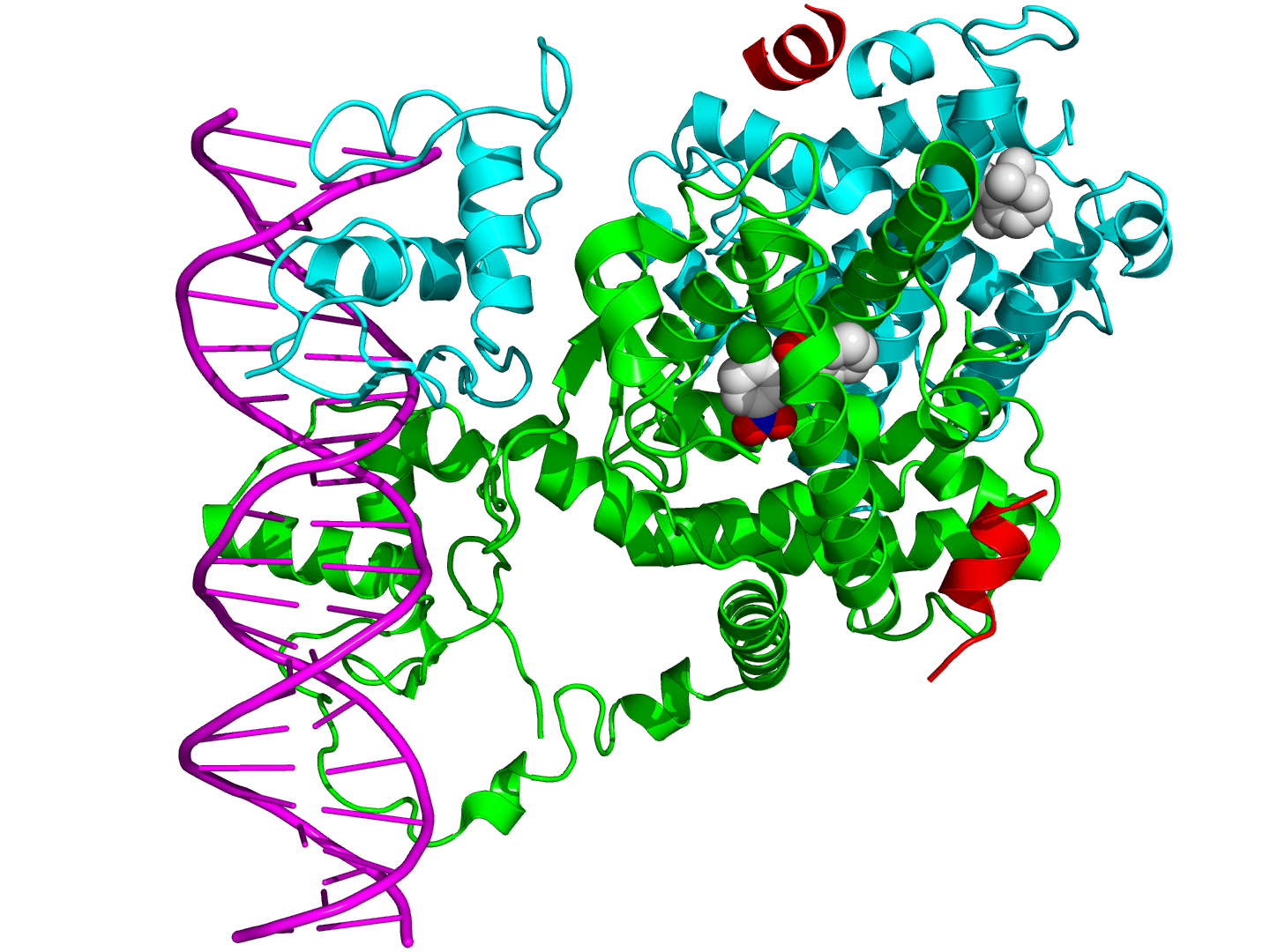
Кристалографічна структура гетеродимера ядерних рецепторів PPAR-γ (зелений) і RXR-α (лазуровий) з'язаних з дволанцюговою ДНК (пурпуровою) і двома молекулами коактиватора NCOA2 (червоний). Антагоніст PPAR-γ для GW9662 і агоніст RXR-α ретиноєва кислота зображені як space-filling моделі (вуглець = білий, кисень = червоний, азот = синій, хлор = зелений).

В області молекулярної біології ядерними рецепторами називають клас білків, що знаходяться в клітинах, які відповідають за стероїдні та тиреоїдні гормони і деякі інші молекули. Ці рецептори працюють з іншими білками для регулювання експресії специфічних генів, тим самим контролюючи розвиток, гомеостаз і метаболізм організму.
Ядерні рецептори мають здатність безпосередньо зв'язуватися з ДНК і регулювати експресію сусідніх генів, тому ці рецептори класифікуються як фактори транскрипції. Регулювання експресії генів ядерними рецепторами, як правило, відбувається лише тоді, коли присутній ліганд — молекула, що впливає на поведінку рецептора. Більш конкретно, зв'язування ліганду з ядерним рецептором призводить до конформаційної зміни рецептора, що, в свою чергу, активує рецептор, що призводить до регуляції експресії генів.
Унікальною властивістю ядерних рецепторів, що відрізняє їх від інших класів рецепторів, є їхня здатність безпосередньо взаємодіяти і контролювати експресію геномної ДНК. Як наслідок, ядерні рецептори відіграють ключову роль як в ембріональному розвитку, так і в гомеостазі дорослих.

## Зовнішні посилання
- MeSH Nuclear+Receptors
- Vincent Laudet (2006). The IUPHAR Compendium of the Pharmacology and Classification of the Nuclear Receptor Superfamily 2006E. Nuclear Receptor Compendium. The International Union of Basic and Clinical Pharmacology. Процитовано 21 лютого 2008.
- Nuclear Receptor online journal. Home page. published by BioMed Central (no longer accepting submissions since May 2007). Процитовано 21 лютого 2008.
- Nuclear Receptor Resource. Georgetown University. Архів оригіналу за 11 травня 2008. Процитовано 21 лютого 2008.
- Nuclear Receptor Signaling Atlas (Receptors, Coactivators, Corepressors and Ligands). The NURSA Consortium. Процитовано 21 лютого 2008. an NIH-funded research consortium and database; includes open-access PubMed-indexed journal, Nuclear Receptor Signaling
- Nuclear Receptor Resource. Jack Vanden Heuvel. Процитовано 21 вересня 2009.